# Розпша (гмина)
Розпша (пол. Rozprza) — сельская гмина (волость) в Польше, входит как административная единица в Пётркувский повет, Лодзинское воеводство. Население — 12 091 человек (на 2008 год).

## Сельские округа
1. Багно
2. Базар
3. Брышки
4. Буды
5. Бяла-Ружа
6. Бялоцин
7. Вроникув
8. Зможна-Воля
9. Игнацув
10. Кеншин
11. Киселе
12. Лазы-Дуже
13. Лохыньско
14. Любень
15. Лёнгинувка
16. Магдаленка
17. Межин
18. Милеюв
19. Милеёвец
20. Нехцице
21. Нова-Весь
22. Пеньки
23. Райско-Дуже
24. Райско-Мале
25. Розпша
26. Романувка
27. Сверчиньско
28. Стара-Весь
29. Стара-Воля-Нехцицка
30. Страшув
31. Трущанек
32. Цеканув
33. Янувка

## Прочие поселения
1. Адольфинув
2. Богумилув
3. Буды-Порайске
4. Гески
5. Дзенчары
6. Межин-Колёня
7. Нова-Воля-Нехцицка
8. Стефанувка
9. Страшувек
10. Цеслин

## Соседние гмины
1. Гмина Воля-Кшиштопорска
2. Гмина Гожковице
3. Гмина Каменьск
4. Гмина Ленки-Шляхецке
5. Пётркув-Трыбунальски
6. Гмина Ренчно
7. Гмина Сулеюв